# Дорожнє (Гур'євський міський округ)
Дорожнє (рос. Дорожное) — селище Гур'євського міського округу, Калінінградської області Росії. Входить до складу Новомосковського сільського поселення.
Населення — 21 особа (2015 рік).

## Населення
| 2002 | 2010 | 2011 |
| ---- | ---- | ---- |
| 321  | ↘21  | →21  |